# Agriopodes inscripta
Agriopodes inscripta är en fjärilsart som beskrevs av Walker 1857. Agriopodes inscripta ingår i släktet Agriopodes och familjen nattflyn. Inga underarter finns listade i Catalogue of Life.